# Pouzilhac
Pouzilhac là một xã trong vùng Occitanie. Xã Pouzilhac nằm ở khu vực có độ cao trung bình 230 mét trên mực nước biển.